# Siergiej Żełudkow
Siergiej Aleksiejewicz Żełudkow (ros. Сергей Алексеевич Желудков; ur. 24 czerwca?/7 lipca 1909 w Moskwie, zm. 30 stycznia 1984 w Moskwie) – rosyjski duchowny prawosławny, dysydent.

## Życiorys
Pochodził z głęboko religijnej rodziny kupieckiej. Pod koniec lat 20. był przez krótki czas słuchaczem szkoły cerkiewnej związanej z ruchem odnowicielskim, poznał w tym okresie Aleksandra Bojarskiego. Kilka następnych lat spędził na Syberii, gdzie imał się różnych zajęć. Święcenia kapłańskie otrzymał w 1946, pracował w eparchiach smoleńskiej i kirowskiej. Ukończył seminarium duchowne w Leningradzie, po czym został skierowany do pracy duszpasterskiej w Pskowie. Pod koniec lat 50. zyskał popularność, pisząc list otwarty do jednego z kapłanów publikujących w lokalnej prasie teksty wymierzone w religię, który został wysoko oceniony przez Aleksandra Mienia. Stało się to również przyczyną jego wydalenia z Pskowa przez władze.
Żełudkow próbował uzyskać stałą placówkę duszpasterską w innym mieście, jednak bez powodzenia. Wrócił do Pskowa i zajął się pracą publicystyczną i teoretyczną. Wydawał niezależny dwutygodnik В пyти (W drodze), samodzielnie powielając i rozsyłając ok. 30 jego egzemplarzy. W tym okresie poznał Aleksandra Mienia oraz Anatolija Lewitina-Krasnowa, który zaczął regularnie publikować w czasopiśmie. Żełudkow wydawał W drodze przez cztery lata, wydał w 1967 również traktat teoretyczny stanowiący wykładnię jego poglądów społecznych, moralnych i estetycznych - Dlaczego ja też jestem chrześcijaninem. Tytuł pracy nawiązywał do tekstu Bertranda Russella Dlaczego nie jestem chrześcijaninem. Publikacja była rozpowszechniana przez samizdat.
Od 1968 był związany z radzieckim ruchem obrony praw człowieka, publikując listy otwarte w obronie ofiar represji politycznych, wydawane przez samizdat, znane również poza ZSRR. Prowadził szeroką korespondencję z więźniami sumienia. W 1971 napisał pracę Uwagi liturgiczne zastanawiał się nad miejscem tradycyjnej prawosławnej liturgiki w ówczesnej rzeczywistości politycznej. Od 1974 był członkiem radzieckiej sekcji Amnesty International, w dwa lata później brał aktywny udział w kampanii na rzecz uwolnienia Piotra Starczika. Polemizował z Aleksandrem Sołżenicynem w kwestii postawy Rosyjskiej Cerkwi Prawosławnej, broniąc jej przez zarzutami serwilizmu. Równocześnie jednak bronił twórczości pisarskiej Sołżenicyna przed krytyką ze strony środowisk cerkiewnych, pisząc nawet w tej sprawie do patriarchy Pimena. Apelował o jedność dysydentów radzieckich niezależnie od poglądów religijnych, głosząc współpracę ludzi dobrej woli. Twierdził, że także osoby deklarujące ateizm mogą być uważane za chrześcijan, jeśli w życiu realizują, nawet nieświadomie, zasady Ewangelii. Poglądy te wywoływały sprzeciw u wielu pisarzy i publicystów prawosławnych - Aleksander Mień, Giennadij Szymanow i Anatolij Lewitin-Krasnow uznali koncepcje Żełudkowa za heretyckie, porównując je do idei protestanckich.
Część jego korespondencji z więźniami politycznymi została wydana na początku lat 80. w Brukseli pod wspólnym tytułem Chrześcijaństwo i ateizm.